# Johanna Senfter
Johanna Senfter (* 27. November 1879 in Oppenheim; † 11. August 1961 ebenda) war eine deutsche Komponistin.

## Leben

### Elternhaus
Johanna Senfter kam 1879 als jüngstes der sechs Kinder von Elise und Georg Senfter zur Welt. Ihr Großvater mütterlicherseits war der Oppenheimer Apotheker und Chininfabrikant Friedrich Koch (1786–1865), dem es gelang, aus Chinarinde ein fiebersenkendes und infektionshemmendes Mittel gegen die damals auch in Oppenheim grassierende Malaria zu gewinnen. Zur Produktion dieses Chinins baute er erstmals für Deutschland eine eigene pharmazeutische Fabrik in dem ehemaligen Rodensteiner Adelshof auf. Mit der erfolgreichen Produktion des Arzneimittels ging der gesellschaftliche und finanzielle Aufschwung der Familie Koch einher. Der Sohn des Firmengründers Carl Koch brachte es schließlich zum Bürgermeister und durch seine Leistungen in diesem Amt zum Ehrenbürger der Stadt.
Johannas Vater, Georg Senfter, Besitzer einer Ziegelei, Kohlen- und Holzhandlung, galt ebenfalls als vermögend. Er heiratete Elise, die Schwester von Carl Koch und erwarb den imposanten Sparrhof, einen alten Adelssitz (Katharinenstr. 16 in Oppenheim), samt Weingut, der früher der Familie von Cronberg gehört hatte. 1864 stieg er in das Chininunternehmen von Carl Koch als Geschäftsführer, Mitunternehmer und Finanzier ein.
Beide Familien gehörten der gesellschaftlichen Oberschicht an, führten ein Leben in Wohlstand und besaßen ein großes Haus.

### Kindheit und erste Schritte
Johanna Senfter und ihre vier Schwestern wurden standesgemäß in Mädchenpensionaten in Frankfurt/M. erzogen und erhielten, dem damaligen Bildungsideal entsprechend, Klavier- und Gesangsunterricht. Die selbst kunstliebenden und musikbegeisterten Eltern unterstützten das schon im Kleinkindalter zu erkennende Talent ihrer Tochter Johanna. Eine schwere Diphtherieerkrankung zwischen dem 9. und 13. Lebensjahr brachte einen jähen Einschnitt in ihre bis dahin unbeschwerte Kindheit. Sie genas zwar, dennoch bestimmte seitdem eine instabile Gesundheit ihr Leben in starkem Maße.
Sie besuchte nach ihrer Genesung das Frankfurter Institut Frielinghaus, ein anerkanntes Mädchenpensionat und begann mit 16 Jahren im März 1895 am Hoch’schen Konservatorium in Frankfurt am Main das Musikstudium für Theorie und Komposition (Iwan Knorr), Violine (Adolf Rebner), Klavier (Karl Friedberg) und Orgel (Prof. Gelhaar). Nach 8 Jahren Studium erhielt sie im Juni 1903 das Abschlusszeugnis, wollte aber ihr musikalisches Wissen und ihre Kompositionstechnik noch erweitern und vertiefen.

### Schülerin von Max Reger

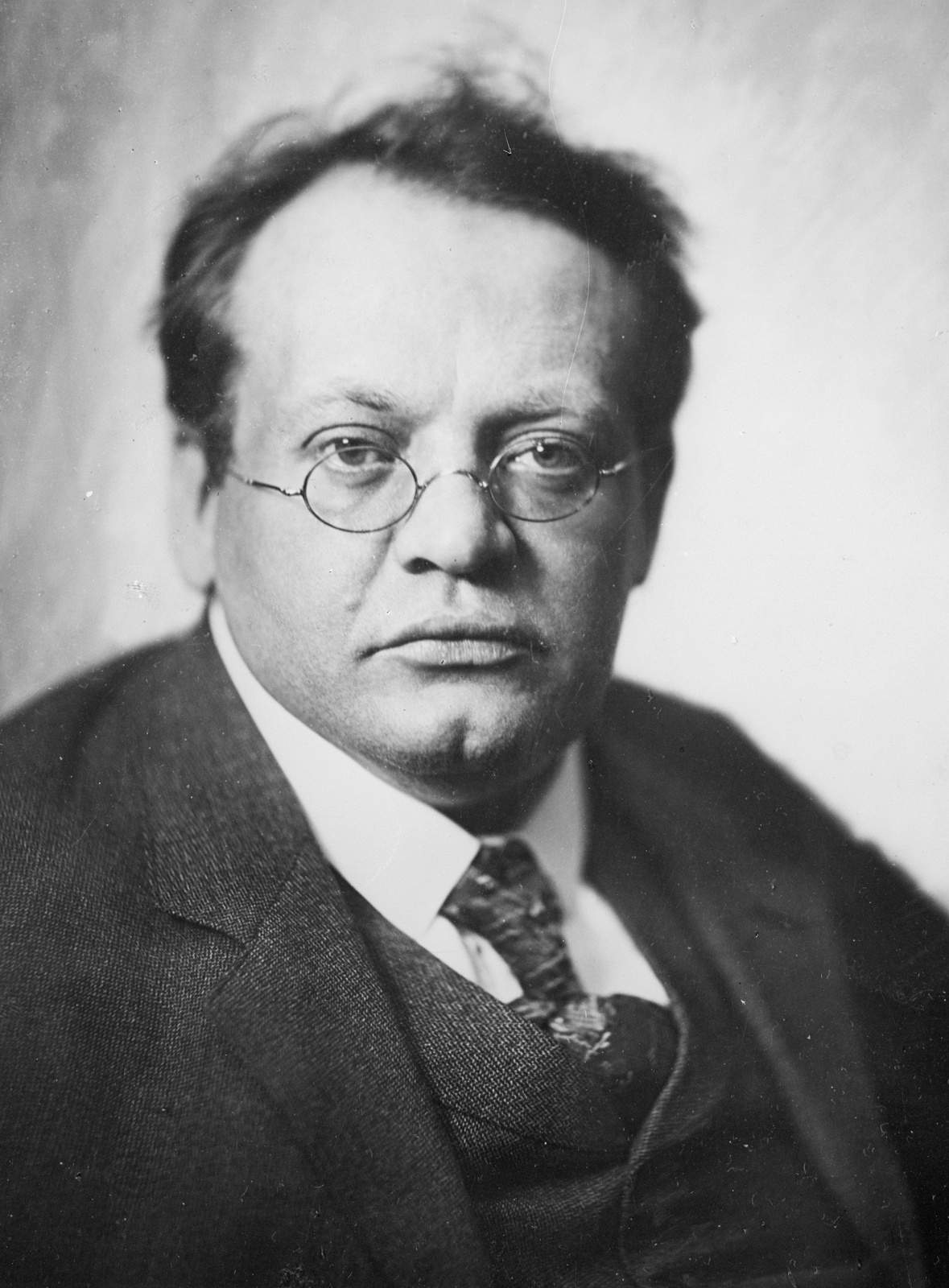
Max Reger

Von März 1908 bis 1910 war sie Schülerin von Max Reger (ab Oktober 1908 in Regers Kompositionsklasse am Leipziger Königlichen Konservatorium), der sie in ihrer stilistischen Eigenständigkeit bestärkte, ihre ausgezeichnete musikalische Begabung hervorhob und sie als seine beste Schülerin bezeichnete. Ihr Studium am Konservatorium schloss sie im Juli 1909 mit Auszeichnung ab.
1910 erhielt sie den Arthur Nikisch-Preis für die beste studentische Komposition des Vorjahres.
Bis zum Tode Regers im Jahr 1916 blieben die Familien Reger und Senfter einander herzlich verbunden.

### Intensive Schaffensperiode
Nach dem Tode Regers 1916 begann für Johanna Senfter eine Phase höchster Schaffenskraft mit zahlreichen Kompositionen und Konzertauftritten. 1921 gründete sie den Musikverein Oppenheim und veranstaltete eine eigene Konzertreihe, innerhalb derer sie auch eigene Werke aufführte. 1923 gründete sie den Oppenheimer Bachverein und führte regelmäßig Bachsche Kantaten auf.
Sie komponierte mehr als 134 Werke aller Gattungen mit Ausnahme der Oper (manche nennen 180, darunter 9 Sinfonien, 26 Orchesterwerke mit Gesangs- und Instrumentalsoli, Kammermusik in verschiedener Besetzung, Orgelwerke, Chöre und Lieder) und gab zahlreiche Konzerte für Klavier, Cello, Violine und Viola.
Sie komponierte bis ins hohe Alter und prägte das Musikleben ihres Heimatortes Oppenheim, wo sie bis zu ihrem Tod im Jahre 1961 lebte.

### Selbst gewählte Isolation
Einer größeren Hörerschaft verschloss sich die sehr zurückgezogen arbeitende, scheue und bescheidene Künstlerin („Hört und spielt meine Musik, dann versteht ihr mich.“). Sie verschrieb ihr Leben einzig der Musik und geriet nach ihrem Tod 1961 in Vergessenheit. Dazu mögen auch Vorurteile über Komponistinnen beigetragen haben, denen man bis weit hinein in die zweite Hälfte des 20. Jahrhunderts die Fähigkeit zu kreativer Tätigkeit in diesem Bereich absprach („Wäre ich keine Frau, hätte ichs leichter.“).

### Nachlass und Wiederentdeckung
Die Manuskripte Johanna Senfters kamen nach ihrem Tode in den Bestand der Musikhochschule zu Köln. Ihr musikalischer Nachlass ist bis heute nicht vollständig erschlossen. Seit einigen Jahren mehren sich die Versuche, das Werk der in Vergessenheit geratenen, passionierten Komponistin wiederzuentdecken und über Partiturveröffentlichungen und Konzerte bekannt zu machen. Insbesondere die Pianistin Monica Gutman bemüht sich, die Musik Johanna Senfters im Rhein-Main-Gebiet bekannter zu machen.
Der Geiger Friedemann Eichhorn spielte zusammen mit Paul Rivinius (Klavier) und Alexa Eichhorn Werke für Violine und Klavier bzw. für zwei Violinen ein, nachdem er sich zuvor an der Editierung der Werke Senfters für dieses Instrument zur Veröffentlichung durch den Mainzer Schott-Verlag beteiligt hatte.

## Werke
- 27 Werke ohne Opuszahl (Autographe in der Kölner Musikhochschule), darunter acht Passacaglien, sieben Fugen für Klavier (1909), Bearbeitung einer Bach-Fuge in g-Moll sowie eine Suite für Violine und Klavier
- Ab 1907 eigenhändiges Kompositionsverzeichnis mit 134 nummerierten Opera
- Die Ersten sind bereits Kompositionen für Orchester bzw. kammermusikalische Besetzungen (lässt auf umfangreiche Vorstudien schließen)
- Um 1908 in barocker Form: zwei Orchestersuiten (opus 2 und 5), Passacaglia für zwei Klaviere (opus 14), eine Fantasie und Fuge für Orgel (opus 30) und etliche Choralvorspiele
- Nach kompositorischen Eigenstudien im Bereich der neuen Musikrichtungen und Einfluss durch Reger viele weitere Kompositionen, so die Sonate in G-Dur für Violine und Pianoforte, für die sie als beste Komposition des Jahres 1908 den Arthur-Nikisch-Preis erhielt
- Ab 1911 mehren sich erfolgreiche Aufführungen ihrer Kompositionen, so der Cellosonate (opus 10),
- 1914 die erste ihrer neun Symphonien
- Generalbass (Aussetzung) von 15 Kantaten Johann Sebastian Bachs für den 1923 gegründeten Bachverein